# Élson Falcão da Silva
Élson Falcão da Silva, meglio noto come Élson (Conceição do Araguaia, 16 novembre 1981), è un ex calciatore brasiliano, di ruolo centrocampista.

## Palmarès
- Campionato paulista: 1

Ituano: 2002
- Campionato brasiliano di seconda divisione: 1

Palmeiras: 2003